# Xavier Bichat

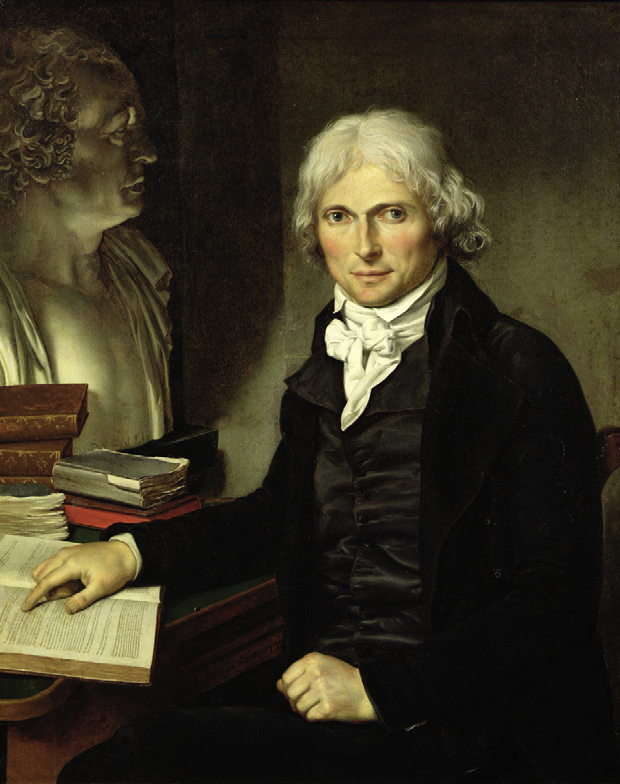
Portret van Xavier Bichat

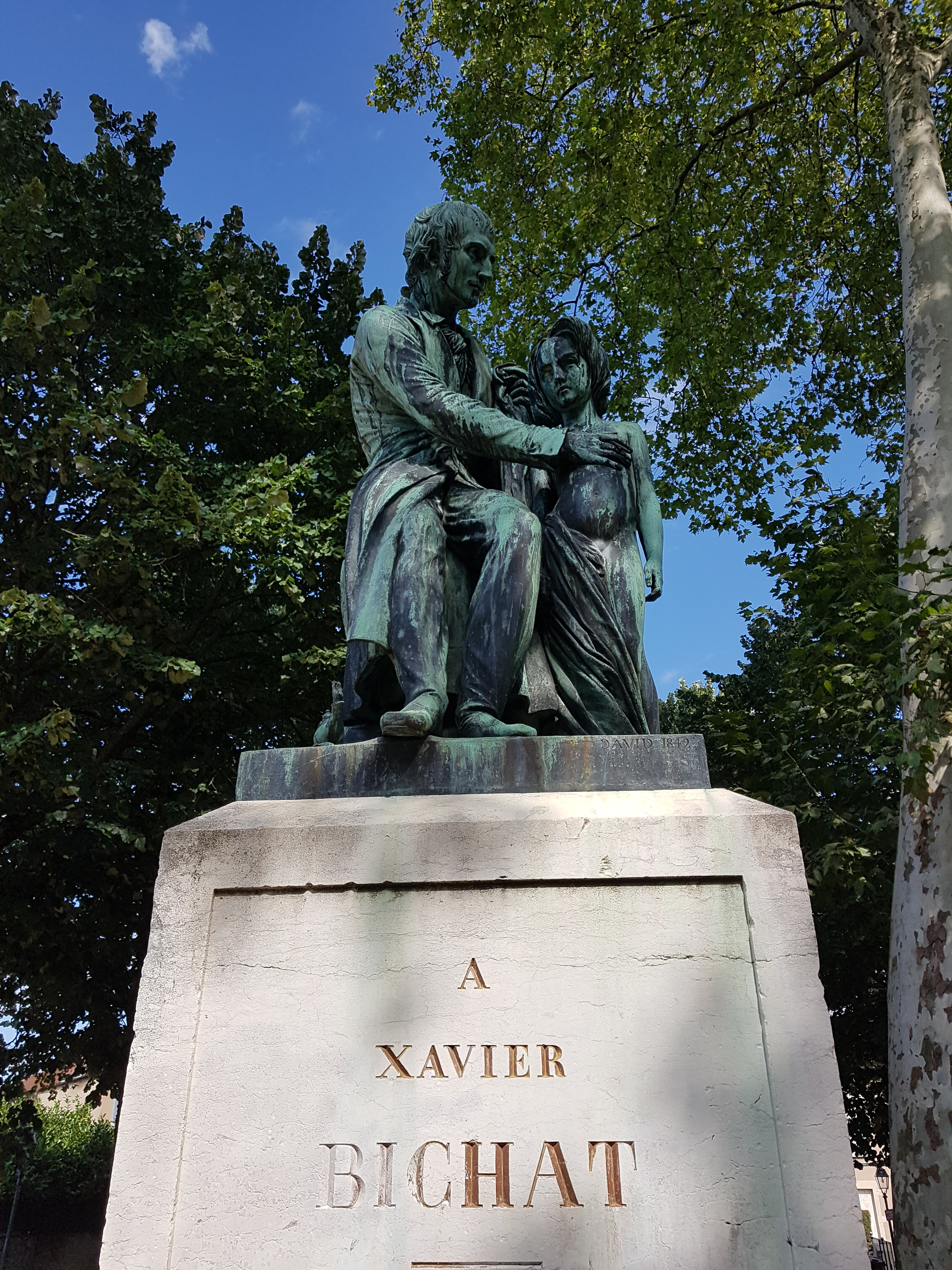
Standbeeld (vooraanzicht) van Xavier Bichat in Bourg-en-Bresse

Marie François Xavier Bichat (Thoirette, 14 november 1771 – Parijs, 22 juli 1802) was een Franse arts en bioloog die wordt beschouwd als de grondlegger van de moderne histologie.   
Bichat werd geboren op 14 november 1771 in het Franse plaatsje Thoirette in de Jura. Onder invloed van zijn vader begon hij medicijnen te studeren in Lyon, en in 1793 beëindigde hij deze studie aan de Parijse Sorbonne. Daar raakte hij bevriend met zijn vroegere docent Pierre-Joseph Desault, die hij hielp bij enkele proefnemingen. Toen Desault in 1795 overleed, zorgde Bichat voor de publicatie van zijn ontdekkingen.
In 1797 begon Bichat als hoogleraar; hij had meteen succes bij de toehoorders. In 1800 begon hij als arts te werken in het Hôtel-Dieu Hospitaal in Parijs. In deze tijd deed hij grote ontdekkingen op gebied van de menselijke anatomie, die hij publiceerde in werken als Des Recherches physiologiques sur la vie et la mort.
Op 22 juli 1802 overleed hij, op amper tweeëndertigjarige leeftijd, aan de gevolgen van een ongelukkige val van de trap. Xavier Bichet ligt begraven op het Parijse kerkhof Cimetière du Père-Lachaise. Hij is een van de 72 Fransen wier namen in reliëf op de Eiffeltoren zijn aangebracht.
- Bibliothèque nationale de France: cb12459866g (data)
- CiNii: DA01950468
- Gemeinsame Normdatei: 118938924
- International Standard Name Identifier: 0000 0001 2129 8211
- Library of Congress Control Number: n80082533
- Bibliotheek van het Japanse parlement: 01206291
- Nationale Bibliotheek van Tsjechië: nlk20000079922
- Nationale bibliotheek van Australië: 35018499
- Nationale Bibliotheek van Israël: 987007258636705171
- Nationale Bibliotheek van Polen: a0000001798615
- Nederlandse Thesaurus van Auteursnamen: 070290504
- LIBRIS: 40780
- SNAC: w6bc40r3
- Système universitaire de documentation: 033767165
- Trove: 792903
- Virtual International Authority File: 41937561
- WorldCat: E39PBJwhxJrcfGQGHGkW8hMMfq